# Список нагород і номінацій Джеймі Лі Кертіс
Джеймі Лі Кертіс — американська акторка, письменниця, громадська діячка; відома на ранніх етапах своєї акторської кар'єри як «королева крику» через свої ролі у низці фільмів жахів початку 1980-х («Хелловін»). Володарка премії «Оскар», двох премій «Золотий глобус», двох премій Гільдії кіноакторів США та премії BAFTA.

## Головні нагороди

### Оскар
| Рік  | Категорія                          | Робота                | Результат | Ref. |
| ---- | ---------------------------------- | --------------------- | --------- | ---- |
| 2023 | Найкраща жіноча роль другого плану | Все завжди і водночас | Перемога  |      |

### БАФТА
| Рік  | Категорія                          | Робота                | Результат | Ref.  |
| ---- | ---------------------------------- | --------------------- | --------- | ----- |
| 1984 | Найкраща жіноча роль другого плану | Помінятися місцями    | Перемога  | [ 1 ] |
| 1989 | Найкраща жіноча роль               | Рибка на ім'я Ванда   | Номінація |       |
| 2023 | Найкраща жіноча роль другого плану | Все завжди і водночас | Номінація |       |

### Греммі
| Рік  | Категорія                         | Робота                                | Результат | Ref.  |
| ---- | --------------------------------- | ------------------------------------- | --------- | ----- |
| 2003 | Найкращий мовний альбом для дітей | The Jamie Lee Curtis Audio Collection | Номінація | [ 2 ] |

### Золотий глобус
| Рік  | Категорія                                               | Робота                | Результат | Ref.  |
| ---- | ------------------------------------------------------- | --------------------- | --------- | ----- |
| 1989 | Найкраща жіноча роль — комедія або мюзикл               | Рибка на ім'я Ванда   | Номінація | [ 3 ] |
| 1990 | Найкраща жіноча роль у телесеріалі — комедія або мюзикл | Тільки любов          | Перемога  | [ 4 ] |
| 1992 | Найкраща жіноча роль у телесеріалі — комедія або мюзикл | Тільки любов          | Номінація | [ 5 ] |
| 1995 | Найкраща жіноча роль — комедія або мюзикл               | Правдива брехня       | Перемога  | [ 6 ] |
| 1996 | Найкраща жіноча роль мінісеріалу або телефільму         | Хроніки з життя Гайді | Номінація | [ 7 ] |
| 2004 | Найкраща жіноча роль — комедія або мюзикл               | Шалена п'ятниця       | Номінація | [ 8 ] |
| 2016 | Найкраща жіноча роль у телесеріалі — комедія або мюзикл | Королеви верещання    | Номінація | [ 8 ] |
| 2023 | Найкраща жіноча роль другого плану — кінофільм          | Все завжди і водночас | Номінація |       |

### Прайм-тайм премія «Еммі»
| Рік  | Категорія                                         | Робота       | Результат | Ref.  |
| ---- | ------------------------------------------------- | ------------ | --------- | ----- |
| 1998 | Найкраща жіноча роль у мінісеріалі або телефільмі | Дар Ніколаса | Номінація | [ 9 ] |

### Премія Гільдії кіноакторів США
| Рік  | Категорія                                  | Робота                | Результат | Ref.   |
| ---- | ------------------------------------------ | --------------------- | --------- | ------ |
| 1995 | Найкраща жіноча роль другого плану         | Правдива брехня       | Номінація | [ 10 ] |
| 2023 | Найкраща жіноча роль другого плану         | Все завжди і водночас | Перемога  |        |
| 2023 | Найкращий акторський склад в ігровому кіно | Все завжди і водночас | Перемога  |        |

## Різні нагороди

### Австралійська академія кіно і телебачення
| Рік  | Категорія                                 | Робота                | Результат | Ref. |
| ---- | ----------------------------------------- | --------------------- | --------- | ---- |
| 2023 | Найкраща міжнародна акторка другого плану | Все завжди і водночас | Номінація |      |

### Асоціація кінокритиків Вашингтона, округ Колумбія
| Рік  | Категорія                      | Робота                | Результат | Ref. |
| ---- | ------------------------------ | --------------------- | --------- | ---- |
| 2019 | Найкращий акторський склад     | Ножі наголо           | Перемога  |      |
| 2022 | Найкращий акторський склад     | Все завжди і водночас | Номінація |      |
| 2022 | Найкраща акторка другого плану | Все завжди і водночас | Номінація |      |

### Асоціація кінокритиків Північного Техасу
| Рік  | Категорія                      | Робота                | Результат | Ref. |
| ---- | ------------------------------ | --------------------- | --------- | ---- |
| 2022 | Найкраща акторка другого плану | Все завжди і водночас | Номінація |      |

### Асоціація кінокритиків Юти
| Рік  | Категорія                  | Робота                | Результат | Ref. |
| ---- | -------------------------- | --------------------- | --------- | ---- |
| 2022 | Найкращий акторський склад | Все завжди і водночас | Перемога  |      |

### Вибір критиків
| Рік  | Категорія                      | Робота                | Результат | Ref.   |
| ---- | ------------------------------ | --------------------- | --------- | ------ |
| 2020 | Найкращий акторський склад     | Ножі наголо           | Номінація | [ 11 ] |
| 2023 | Найкращий акторський склад     | Все завжди і водночас | Номінація |        |
| 2023 | Найкраща акторка другого плану | Все завжди і водночас | Номінація |        |

### Вибір народу
| Рік  | Категорія                           | Робота             | Результат | Ref.   |
| ---- | ----------------------------------- | ------------------ | --------- | ------ |
| 1990 | Улюблена акторка нового телесеріалу | Тільки любов       | Перемога  | [ 12 ] |
| 2016 | Улюблена акторка нового телесеріалу | Королеви верещання | Номінація | [ 13 ] |
| 2021 | Найкраща драматична кінозірка       | Хелловін убиває    | Номінація | [ 14 ] |
| 2022 | Найкраща драматична кінозірка       | Хелловін. Кінець   | Номінація | [ 15 ] |

### Голлівудська асоціація кінокритиків
| Рік                       | Категорія                      | Робота                | Результат       | Ref.            |
| HCA Film Awards           | HCA Film Awards                | HCA Film Awards       | HCA Film Awards | HCA Film Awards |
| ------------------------- | ------------------------------ | --------------------- | --------------- | --------------- |
| 2020                      | Найкращий акторський склад     | Ножі наголо           | Перемога        | [ 16 ]          |
| 2023                      | Найкращий акторський склад     | Все завжди і водночас | Перемога        |                 |
| 2023                      | Найкраща акторка другого плану | Все завжди і водночас | Номінація       |                 |
| HCA Midseason Film Awards |                                |                       |                 |                 |
| 2022                      | Найкраща акторка другого плану | Все завжди і водночас | Номінація       | [ 17 ]          |

### Коло кінокритиків Фенікса
| Рік  | Категорія                      | Робота                | Результат | Ref. |
| ---- | ------------------------------ | --------------------- | --------- | ---- |
| 2022 | Найкраща акторка другого плану | Все завжди і водночас | Номінація |      |

### Коло кінокритиків Філадельфії
| Рік  | Категорія                  | Робота                | Результат   | Ref. |
| ---- | -------------------------- | --------------------- | ----------- | ---- |
| 2022 | Найкращий акторський склад | Все завжди і водночас | Друге місце |      |

### Коло кінокритиків Флориди
| Рік  | Категорія                      | Робота                | Результат | Ref. |
| ---- | ------------------------------ | --------------------- | --------- | ---- |
| 2022 | Найкраща акторка другого плану | Все завжди і водночас | Номінація |      |
| 2022 | Найкращий акторський склад     | Все завжди і водночас | Перемога  |      |

### Міжнародний кінофестиваль у Санта-Барбарі
| Рік  | Категорія                  | Робота | Результат | Ref. |
| ---- | -------------------------- | ------ | --------- | ---- |
| 2023 | Maltin Modern Master Award | Н/Д    | Перемога  |      |

### Національна рада кінокритиків США
| Рік  | Категорія                  | Робота      | Результат | Ref.   |
| ---- | -------------------------- | ----------- | --------- | ------ |
| 2019 | Найкращий акторський склад | Ножі наголо | Перемога  | [ 18 ] |

### Незалежний дух
| Рік  | Категорія                   | Робота                | Результат | Ref.   |
| ---- | --------------------------- | --------------------- | --------- | ------ |
| 2023 | Найкраща роль другого плану | Все завжди і водночас | Номінація | [ 19 ] |

### Сатурн
| Рік  | Категорія                          | Робота                    | Результат | Ref.   |
| ---- | ---------------------------------- | ------------------------- | --------- | ------ |
| 1981 | Найкраща кіноакторка               | Потяг терору              | Номінація | [ 20 ] |
| 1995 | Найкраща кіноакторка               | Правдива брехня           | Перемога  | [ 21 ] |
| 1999 | Найкраща кіноакторка               | Хелловін: 20 років потому | Номінація | [ 22 ] |
| 2004 | Найкраща кіноакторка               | Шалена п'ятниця           | Номінація | [ 23 ] |
| 2019 | Найкраща кіноакторка               | Хелловін                  | Перемога  | [ 24 ] |
| 2021 | Найкраща кіноакторка другого плану | Ножі наголо               | Номінація | [ 25 ] |

### Спілка кінокритиків Лас-Веґаса
| Рік  | Категорія                      | Робота                | Результат | Ref. |
| ---- | ------------------------------ | --------------------- | --------- | ---- |
| 2022 | Найкраща акторка другого плану | Все завжди і водночас | Номінація |      |

### Супутник
| Рік  | Категорія                                       | Робота                | Результат | Ref.   |
| ---- | ----------------------------------------------- | --------------------- | --------- | ------ |
| 2004 | Найкраща акторка — комедія або мюзикл           | Шалена п'ятниця       | Номінація | [ 26 ] |
| 2016 | Найкраща акторка в серіалі — комедія або мюзикл | Королеви верещання    | Номінація | [ 27 ] |
| 2020 | Найкращий акторський склад                      | Ножі наголо           | Перемога  | [ 28 ] |
| 2023 | Найкраща акторка другого плану                  | Все завжди і водночас | Номінація |        |